# Leioproctus chalybeatus
Leioproctus chalybeatus is een vliesvleugelig insect uit de familie Colletidae. De wetenschappelijke naam van de soort is voor het eerst geldig gepubliceerd in 1841 door Erichson.